# Diplonevra
Diplonevra är ett släkte av tvåvingar. Diplonevra ingår i familjen puckelflugor.

## Bildgalleri

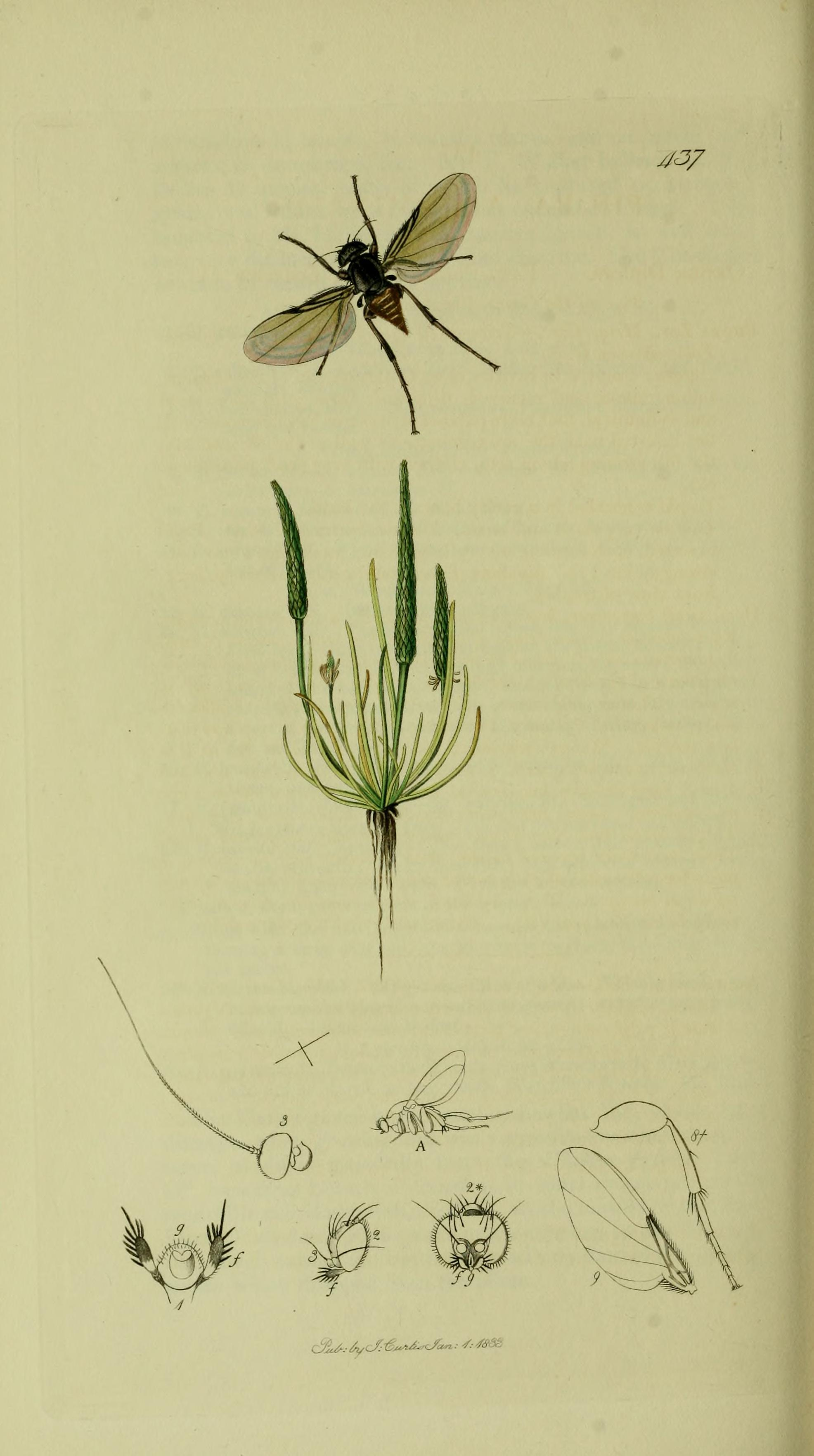

## Dottertaxa tillDiplonevra, i alfabetisk ordning[1][2]
- Diplonevra abbreviata
- Diplonevra abdominalis
- Diplonevra aberrans
- Diplonevra alleni
- Diplonevra altipetax
- Diplonevra amphichaeta
- Diplonevra andina
- Diplonevra angustipennis
- Diplonevra armipes
- Diplonevra assmuthi
- Diplonevra aurantipalpis
- Diplonevra aurihalterata
- Diplonevra basalis
- Diplonevra basilewskyi
- Diplonevra bifasciata
- Diplonevra brevicosta
- Diplonevra brincki
- Diplonevra caudata
- Diplonevra claripennis
- Diplonevra compressicauda
- Diplonevra concava
- Diplonevra concinna
- Diplonevra cornutissima
- Diplonevra crassicornis
- Diplonevra ctenophora
- Diplonevra deutera
- Diplonevra dohrniphoroidea
- Diplonevra epinephele
- Diplonevra ereba
- Diplonevra evanescens
- Diplonevra fasciiventris
- Diplonevra florea
- Diplonevra florescens
- Diplonevra freyi
- Diplonevra funebris
- Diplonevra glabra
- Diplonevra gnoma
- Diplonevra goliatha
- Diplonevra hamata
- Diplonevra hercules
- Diplonevra hirsuta
- Diplonevra hyalizona
- Diplonevra hypermeka
- Diplonevra instabilis
- Diplonevra ismayi
- Diplonevra longicauda
- Diplonevra lophochaeta
- Diplonevra lucida
- Diplonevra minima
- Diplonevra mortimeri
- Diplonevra nigricauda
- Diplonevra nigripalpis
- Diplonevra nigripennis
- Diplonevra nigrita
- Diplonevra nigroscutellata
- Diplonevra nitidifrons
- Diplonevra nitidula
- Diplonevra novaguineae
- Diplonevra oldenbergi
- Diplonevra pachycera
- Diplonevra peregrina
- Diplonevra picea
- Diplonevra pilivena
- Diplonevra pilosella
- Diplonevra praealpina
- Diplonevra predicta
- Diplonevra refulgens
- Diplonevra rivosecchii
- Diplonevra rufithorax
- Diplonevra rufivena
- Diplonevra sesquicornis
- Diplonevra setigera
- Diplonevra taigaensis
- Diplonevra tangeriana
- Diplonevra termispinosa
- Diplonevra termitophila
- Diplonevra truncatiseta
- Diplonevra unisetalis
- Diplonevra unispinalis
- Diplonevra varians
- Diplonevra watsoni
- Diplonevra versicolor
- Diplonevra zuijleni